# Скайлер Николь
Скайлер Николь (англ. Skyler Nicole; род. 12 апреля 1995, Орландо, США) — американская порноактриса.

## Биография
Родилась 12 апреля 1995 года в Орландо, штат Флорида, США. Подростком переехала в Айову. Выросла в однополой семье (у неё две матери).
Работала стриптизёршей.
Лишилась девственности в 15 лет.

### Карьера в порнофильмах
Дебютировала в порно в 2013 году.
Любимая поза в сексе — поза на коленях.
В 2017 году номинирована на премию AVN Awards («Лучшая сцена группового секса» и «Награда фанатов: Самая эпическая задница»). В 2019 году номинирована на премию AVN Awards («Лучшая сцена анального секса»).
Сотрудничает со студиями, как Evil Angel, Reality Kings, Devil’s Film и другими.
По состоянию на август 2019 года снялась в 77 порнофильмах.

## Личная жизнь
Является бисексуалкой.
Любит онлайн-игры (Halo, The Sims и другие).

## Награды и номинации
| Год  | Премия            | Номинация                                | Фильм                  | Результат |
| ---- | ----------------- | ---------------------------------------- | ---------------------- | --------- |
| 2016 | Spank Bank Awards | Best Booty                               |                        | Номинация |
| 2016 | Spank Bank Awards | Best High Speed DSL (Dick Sucking Lips)  |                        | Номинация |
| 2016 | Spank Bank Awards | Лучшая улыбка                            |                        | Номинация |
| 2017 | AVN Awards        | Лучшая сцена группового секса            | White Out 3            | Номинация |
| 2017 | AVN Awards        | Награда фанатов: Самая эпическая задница |                        | Номинация |
| 2017 | Spank Bank Awards | Лучшая улыбка                            |                        | Номинация |
| 2017 | Spank Bank Awards | Born To Hand Job                         |                        | Номинация |
| 2017 | Spank Bank Awards | Gangbanged Girl of the Year              |                        | Номинация |
| 2017 | Spank Bank Awards | Чёрная принцесса года                    |                        | Победа    |
| 2018 | Spank Bank Awards | Лучшая улыбка                            |                        | Номинация |
| 2018 | Spank Bank Awards | Чёрная принцесса года                    |                        | Номинация |
| 2019 | AVN Awards        | Лучшая сцена анального секса             | Big Black Wet Asses 15 | Номинация |